# سرخس الجرف الأنغولي
سرخس الجرف الأندرسوني (الاسم العلمي: Woodsia angolensis) هي نوع من السراخس يتبع جنس السرخس الجرف من فصيلة السراخس الجرف.